# Mariene provincie Noordoost-Australische Plat
De Mariene provincie Noordoost-Australische Plat (33) (Engels: Northeast Australian Shelf marine province) is een biogeografische provincie en ligt in het zuidwesten van de Grote Oceaan in het Marien rijk Centrale Indo-Pacific. De mariene provincie is vastgesteld door het World Wide Fund for Nature en The Nature Conservancy en is vernoemd naar het continentaal plat in het noordoosten van Australië.
In het noordwesten grenst het gebied aan de mariene provincie Sahulplat (32), in het noordoosten aan de mariene provincie Oostelijke Koraaldriehoek (31), in het oosten aan de mariene provincie Tropische Zuidwestelijke Stille Oceaan (35) en in het zuidoosten aan de mariene provincie Oost-Centraal Australisch Plat (55).

## Geografie
De mariene provincie ligt voor de noordoostkust van Australië en een stuk van de zuidkust in het zuidwesten van Papoea-Nieuw-Guinea.

## Biogeografie
Het gebied kent zeeleven dat houdt van tropische temperaturen.

## Mariene ecoregio's
Deze mariene provincie bestaat uit 2 mariene ecoregio's:
- Mariene ecoregio Straat Torres en Noordelijk Groot Barrièrerif (142)
- Mariene ecoregio Centraal en Zuidelijk Groot Barrièrerif (143)